# Rudolf-Konrad Graf von Montgelas
Rudolf-Konrad Graf von Montgelas Freiherr von der Heydte (geborener Rudolf Konrad Emanuel Franz Sebastian Tarcisius Pius Joseph Maria Freiherr von der Heydte; * 10. November 1939 in Egglkofen; † 17. November 2015 in Bad Aibling) war ein deutscher Landwirt, Kaufmann und Stifter.

## Leben
Graf von Montgelas war einer von drei Söhnen des Offiziers und Rechtswissenschaftlers Friedrich August von der Heydte, ehemaliges Mitglied des Bayerischen Landtags, und dessen Frau Gabrielle, geborene Gräfin von Montgelas. 1969 wurde er von seinem kinderlosen Onkel Max Emmanuel Graf von Montgelas adoptiert. Die Rechtmäßigkeit der Adoption, die Mitglieder der Familie Montgelas aus adelsrechtlichen Gründen anfochten, bestätigte letztinstanzlich das Landgericht Traunstein. Dabei bleibt zu erwähnen, dass die Adoption zu großen Kontroversen in der gräflichen Familie führte. Nach Adelsrecht und dem vom Ahnherr Minister Montgelas eingeführten Majorat hätte der kinderreiche jüngere Bruder Graf Max Emmanuel’s namens Graf Joseph (* 26. März 1919 in Egglkofen; † 18. Juli 1986 in Vilsbiburg) im Erbe berücksichtigt werden müssen. Dadurch gründete Rudolf Konrad von der Heydte adelsrechtlich eine neue Linie, die „Montgelas-von der Heydte-Linie“, des Stammes der Freiherren von der Heydte.
Er wuchs auf Schloss Egglkofen auf, wo er in den Genuss einer zweisprachigen, deutsch-französischen Erziehung kam, nicht nur durch seine Mutter französischer Herkunft, sondern auch durch seine Gouvernante, seine „Lala“, Paula Hentschel, die vorher Gouvernante des berühmten französischen Fliegers und Schriftstellers Antoine de Saint-Exupéry war. Seine schulische Ausbildung im baden-württembergischen Jesuitenkolleg St. Blasien brach er ab und absolvierte eine berufliche Ausbildung bei Mercedes-Benz, erst zum Kfz-Mechaniker und dann zum technischen Industriekaufmann. Er arbeitete zunächst im Vertrieb bei Mercedes-Benz und wechselte dann zu BMW, wo er Abteilungsleiter für Kompensationsgeschäfte wurde.
Nach dem Tod seines Onkels und Adoptivvaters übernahm er 1969 die Montgelas’sche Gutsverwaltung, den Forstbetrieb, die Brauerei und die Schnaps-Brennerei in Egglkofen. Der Betrieb verkaufte u. a. Holz, Wild und Wachteleier. 1970 veräußerte er das private Archiv des Ministers Maximilian von Montgelas an das Bayerische Hauptstaatsarchiv und 1971 die private Handbibliothek des Ministers Maximilian von Montgelas an die Bayerische Staatsbibliothek – bis auf einen Teil der Bibliothek und die zur Bibliothek gehörenden Zeichnungen von Domenico Quaglio, dem Münchner Architekturmaler und Zeitgenosse des Ministers. Schließlich kaufte der damalige bayerische Finanzminister Kurt Faltlhauser 2004 die wertvollsten Gemälde und privaten Gegenstände des Ministers Maximilian von Montgelas, die sich damals noch im Schloss Egglkofen befanden, für die Bayerische Verwaltung der staatlichen Schlösser, Gärten und Seen.
Er war von 1984 bis 2006 Vorsitzender und danach Ehrenvorsitzender des Landesverbandes Bayerischer landwirtschaftlicher Wildhalter. Ab 1998 war er zudem stellvertretender Bundesvorsitzender. Das Bayerische Staatsministerium für Landwirtschaft und Forsten zeichnete ihn 2006 wegen seiner Verdienste um die landwirtschaftliche Wildhaltung mit dem „Bayerischen Löwen“ aus.
Als Erbe Maximilian von Montgelas’ übertrug er der 2011 gegründeten gemeinnützigen Maximilian Joseph Garnerin, Graf von Montgelas-Stiftung mit Sitz in Egglkofen sämtliches Eigentum, inklusive das Schloss Egglkofen. Dieses sollte ursprünglich an den Freistaat Bayern verkauft werden, wovon dann abgesehen wurde. Die Stiftung dient der Bewahrung des Erbes des ehemaligen bayerischen Staatsreformers und die Förderung des bayerisch-französischen Austausches. Graf von Montgelas war alleiniges Mitglied des Stiftungsrats. Alleiniger Gründungsvorstand war bis Juli 2015 Pierre M. Wolff, Gründungsvorsitzender der Montgelas-Gesellschaft zur Förderung der bayerisch-französischen Zusammenarbeit mit Sitz in München und Niederlassung in Paris, in deren erweitertem Vorstand Graf von Montgelas von 2003 bis 2013 als Beisitzer mitwirkte.
Graf von Montgelas war in erster Ehe mit Freiin Schenk von Schweinsberg verheiratet, mit der er eine Tochter hat, Sybille-Franziska Freiin von der Heydte. In zweiter Ehe war er verheiratet mit der Prinzessin Biron von Curland, mit der er die Söhne Friedrich-Franz und Hubertus hat. Danach lebte er in dritter Ehe mit der österreichischen Landwirtstochter und Hauswirtschafterin Ernestine Grimus, gesch. Schiefer. Seine Brüder sind der Verwaltungsjurist Gottfried von der Heydte (* 1949), vormals Kanzler der Katholischen Universität Eichstätt-Ingolstadt, und der Landshuter Rechtsanwalt Franz-Josef von der Heydte (* 1951), langjähriger 1. Vorsitzender der Genossenschaft katholischer Edelleute in Bayern e. V.

## Schriften (Auswahl)
- Rudolf Erhard: Rudolf Konrad Graf Montgelas: Vom Automanager zum Wachteleiproduzenten. In: Karl Jörg Wohlhüter, Kurt Hogl (Hrsg.): Tradition verpflichtet. Große Familien in Bayern. [Beiträge aus der Sendereihe „Tradition verpflichtet“ der Bayernchronik, Bayerischer Rundfunk, Hörfunk]. Pustet, Regensburg 1999, ISBN 3-7917-1631-X, S. 137 ff.